# Marianne Helms

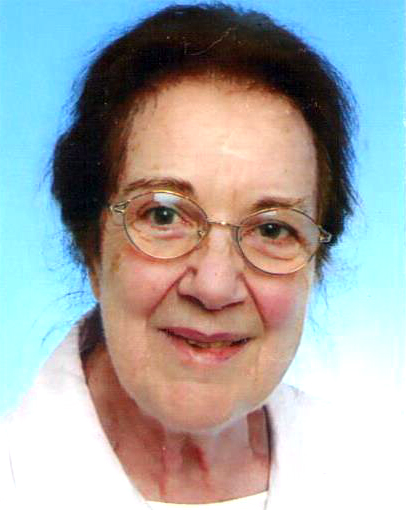
Marianne Helms (2018)

Marianne Helms (* 3. Juli 1936 in Berlin als Marianne Henze) ist eine deutsche Musikwissenschaftlerin.

## Leben
Helms studierte ab 1955 Musikwissenschaft (Historische Musikwissenschaft und Musikethnologie) sowie Mittlere und Neuere Geschichte an der Freien Universität Berlin, wo sie 1964 mit einer Dissertation über die Messen von Johannes Ockeghem promoviert wurde.
Von 1965 bis 1967 war sie Wissenschaftliche Assistentin am dortigen Musikwissenschaftlichen Institut. Von Herbst 1967 bis 1978 arbeitete sie als wissenschaftliche Mitarbeiterin im Johann-Sebastian-Bach-Institut in Göttingen sowie 1979 im Beethoven-Archiv in Bonn.
Seit 1980 gehörte sie dem Joseph Haydn-Institut in Köln an. Sie war dort als wissenschaftliche Mitarbeiterin und Archivarin, zuletzt (von Juli 1997 bis Ende 1998) als wissenschaftliche Leiterin tätig. Im Ruhestand (seit 1999) arbeitete sie weiterhin als Herausgeberin an Bänden der Gesamtausgabe Haydns.
Von 1966 bis zu dessen Tod im Juni 2025 war sie mit dem Musikwissenschaftler und Musikpädagogen Siegmund Helms (zuletzt Professor an der Musikhochschule Köln) verheiratet. Ihre Dissertation ist unter ihrem Mädchennamen (Henze) erschienen.

## Veröffentlichungen

### Editionen

#### Wissenschaftliche Gesamtausgaben
- Johann Hermann Schein: Venuskränzlein 1609, Studentenschmaus 1626 (zusammen mit Siegmund Helms), Kassel u. a. 1970 (Neue Ausgabe Sämtlicher Werke, Bd. 6)
- Johann Sebastian Bach: Kantaten zum Michaelisfest, Kassel u. a. 1973 (Neue Ausgabe Sämtlicher Werke, Serie I, Bd. 30, Notenband)
- Johann Sebastian Bach: Kantaten zum Michaelisfest, Kassel u. a. 1974 (Neue Ausgabe Sämtlicher Werke, Serie I, Bd. 30, Kritischer Bericht)
- Johann Sebastian Bach: Kantaten zum Epiphaniasfest, bis zum 2. Sonntag nach Epiphanias, Kassel u. a. 1975 (Neue Ausgabe Sämtlicher Werke, Serie I, Bd. 5, Notenband)
- Johann Sebastian Bach: Kantaten zum Epiphaniasfest, bis zum 2. Sonntag nach Epiphanias, Kassel u. a. 1976 (Neue Ausgabe Sämtlicher Werke, Serie I, Bd. 5, Kritischer Bericht)
- Johann Sebastian Bach: Lutherische Messen und Einzelne Messensätze (zusammen mit Emil Platen), Kassel u. a. 1978 (Neue Ausgabe Sämtlicher Werke, Serie II, Bd. 2, Notenband)
- Johann Sebastian Bach: Lutherische Messen und Einzelne Messensätze (zusammen mit Emil Platen), Kassel u. a. 1982 (Neue Ausgabe Sämtlicher Werke, Serie II, Band 2, Kritischer Bericht)
- Joseph Haydn: Lieder für eine Singstimme mit Begleitung des Klaviers, München 1983 (Joseph Haydn Werke, Reihe XXIX, Bd. 1, Kritischer Bericht)
- Joseph Haydn: Verschiedene Gesänge mit Begleitung des Klaviers, München 1988 (Joseph Haydn Werke, Reihe XXIX, Bd. 2, Notenband mit Kritischem Bericht sowie Übertragung der Skizzen zu den Liedern in Reihe XXIX, Bd. 1)
- Joseph Haydn: Stabat Mater 1767 (zusammen mit Fred Stoltzfus), München 1993 (Joseph Haydn Werke, Reihe XXII, Bd. 1, Notenband mit Kritischem Bericht)
- Joseph Haydn: Messen Nr. 3–4 („Große Orgelsolomesse“, „Nikolaimesse“) und Fragment der Missa ‚Sunt bona mixta malis’ (zusammen mit James Dack), München 1999 (Joseph Haydn Werke, Reihe XXIII, Bd. 2, Notenband mit Kritischem Bericht)
- Joseph Haydn: Verschiedene kirchenmusikalische Werke, 1. Folge, München 2017 (Joseph Haydn Werke, Reihe XXII, Bd. 2, Notenband mit Kritischem Bericht, Vorwort mit Beitrag Haydn als Leiter der Esterházyschen Kirchenmusik)
- Joseph Haydn: Verschiedene kirchenmusikalische Werke, 2. Folge (zusammen mit Andreas Friesenhagen), München 2018 (Joseph Haydn Werke, Reihe XXII, Bd. 3; Notenband mit Kritischem Bericht);

Praktische Notenausgaben
- Joseph Haydn: Lieder für Singstimme und Klavier, Urtext, G. Henle Verlag, München 1982
- Joseph Haydn: Arianna a Naxos, Cantata a voce sola, Gesang und Klavier, Urtext, G. Henle Verlag, München 1990
- Joseph Haydn: Zwei Duette, Sopran, Tenor und Klavier, Urtext, G. Henle Verlag, München 1991

### Schriften
- Studien zu den Messenkompositionen Johannes Ockeghems, (Berliner Studien zur Musikwissenschaft, Bd. 12), Berlin 1968 (zugleich Dissertation, Freie Universität Berlin 1964)
- Zur Chronologie der Handschrift des Anonymus 5, Anhang 1 in: Johann Sebastian Bach: Neue Ausgabe Sämtlicher Werke, Serie V, Bd. 7: Englische Suiten, Kritischer Bericht von Alfred Dürr, Kassel u. a. 1981
- Zur Entstehung des zweiten Teils der 24 Deutschen Lieder, in: Internationaler Joseph Haydn Kongress Wien 1982. Bericht, hrsg. von Eva Badura Skoda, München 1986, S. 126–123
- Ein Schwesterwerk der „Nelsonmesse“? Zur Edition von Haydns Te Deum Hob. XXIIIc.2, in: Haydn-Studien (Veröffentlichungen des Joseph Haydn-Instituts, Köln), IX, 1–4 (2006), S. 157–175
- Das Te Deum Hob. XXIIIc.1 / Klafsky V,3. Eines der sowohl Joseph als auch Michael Haydn zugeschriebenen Werke, in: Johann Michael Haydn, Werk und Wirkung. Referate des Michael-Haydn-Kongresses Salzburg vom 20. bis 22. Oktober 2006, hrsg. von Petrus Eder OSB und Manfred Hermann Schmid, München 2010, S. 57–75
- Zahlreiche Beiträge, darunter die Basis-Artikel Kirchenmusik und Lieder. In: Das Haydn-Lexikon. Hrsg. von Armin Raab, Christine Siegert und Wolfram Steinbeck, Laaber 2010.